# Đại hội Đảng Cộng sản Trung Quốc lần thứ XVIII
Đại hội Đảng Cộng sản Trung Quốc lần thứ 18 (Trung văn giản thể: 中国共产党第十八次全国代表大会; Trung văn phồn thể: 中國共產黨第十八次全國代表大會; bính âm: Zhōngguó Gòngchǎndǎng Dìshíbācì Quánguó Dàibiǎo Dàhuì, chuyển tự Hán-Việt: Trung Quốc cộng sản đảng đệ thập bát thứ toàn quốc đại biểu đại hội, viết tắt ZhōngGòng Shíbā-dà [中共十八大], chuyển tự Hán-Việt: Trung cộng thập bát đại) diễn ra từ ngày 8 tháng 11 đến ngày 14 tháng 11 năm 2012 ở Đại lễ đường Nhân dân, Bắc Kinh, Trung Quốc. Tổng cộng có 2.270 đại biểu tham dự Đại hội. Do quy định về giới hạn tuổi và nhiệm kỳ, bảy trong số chín thành viên của Ủy ban Thường vụ Bộ Chính trị sẽ về hưu, gồm có lãnh đạo tối cao Hồ Cẩm Đào, người sẽ thôi giữ chức vụ Tổng bí thư, lãnh đạo của đảng. Tại phiên bế mạc, Đại hội đã bầu ra Ban chấp hành Trung ương Đảng Cộng sản Trung Quốc thứ 18 và Ban chấp hành Trung ương và Ủy ban Kiểm tra Kỷ luật Trung ương khóa mới.

## Ban Chấp hành Trung ương khóa 18
Ban Chấp hành Trung ương khóa 18 gồm có 200 ủy viên và 170 ủy viên dự khuyết. Một số nhân vật đáng chú ý được bầu vào Ban Chấp hành Trung ương khóa 18 gồm có: Tập Cận Bình, 59 tuổi, Ủy viên thường vụ Bộ Chính trị Ban Chấp hành Trung ương khóa 17, Phó Chủ tịch nước, Phó Chủ tịch Quân ủy Trung ương; Lý Khắc Cường, 57 tuổi, Ủy viên Thường vụ Bộ Chính trị khóa 17, Phó Thủ tướng; Vương Kỳ Sơn, 64 tuổi, Ủy viên Bộ Chính trị khóa 17, Phó Thủ tướng; Trương Đức Giang, 66 tuổi, Ủy viên Bộ Chính trị khóa 17, Phó Thủ tướng, Bí thư Thành ủy Trùng Khánh; Lưu Vân Sơn, 65 tuổi, Ủy viên Bộ Chính trị, Trưởng ban Tuyên truyền Trung ương; Uông Dương, 57 tuổi, Ủy viên Bộ Chính trị, Bí thư Tỉnh ủy Quảng Đông; Du Chính Thanh, 67 tuổi, Ủy viên Bộ Chính trị khóa 17, Bí thư Thành ủy Thượng Hải; Trương Cao Lệ, 66 tuổi, Ủy viên Bộ Chính trị khóa 17, Bí thư Thành ủy Thiên Tân; Lý Nguyên Triều, Ủy viên Bộ Chính trị khóa 17, Trưởng ban Tổ chức Trung ương; bà Lưu Diên Đông, 67 tuổi, Ủy viên Bộ Chính trị khóa 17, Ủy viên Quốc vụ.
Vương Kỳ Sơn được bầu vào Ủy ban Kiểm tra Kỷ luật Trung ương khóa 18. Ban Chấp hành Trung ương khóa 18 họp phiên đầu tiên vào sáng 15 tháng 11 năm 2012 và tiến hành bầu Bộ Chính trị, Thường vụ Bộ Chính trị và Tổng Bí thư.
Ông Hồ Cẩm Đào sẽ thôi giữ chức tổng bí thư đảng từ ngày 16 tháng 11 năm 2012 và thôi giữ chức chủ tịch nước từ tháng 3 năm 2013. Chưa rõ ông Hồ Cẩm Đào có tiếp tục giữ chức Chủ tịch Ủy ban Quân ủy Trung ương hay sẽ bàn giao cho ông Tập sau đại hội. Ông Lý Khắc Cường cũng được cho là sẽ thay thế Thủ tướng Ôn Gia Bảo từ năm 2013. 

## Các nội dung chủ yếu đại hội thứ 18
Đại hội đã thông qua dự thảo sửa đổi Điều lệ Đảng, nhấn mạnh đến ưu tiên cải cách mở cửa, phát triển khoa học và thúc đẩy những tiến bộ về sinh thái. Đảng Cộng sản Trung Quốc nhất trí đặt quan điểm phát triển khoa học bên cạnh học thuyết Marx-Lenin, tư tưởng Mao Trạch Đông, lý luận Đặng Tiểu Bình và thuyết "Ba đại diện".